# Liste der Stolpersteine in Schwalmstadt
Die Liste der Stolpersteine in Schwalmstadt enthält alle Stolpersteine, die im Rahmen des gleichnamigen Kunst-Projekts von Gunter Demnig in Schwalmstadt gefunden wurden. Mit ihnen soll an Opfer des Nationalsozialismus erinnert werden, die in Schwalmstadt lebten und wirkten.
Vor der Kirche in Hephata steht ein Mahnmal, das an das Schicksal der 385 Bewohner aus der diakonischen Einrichtung erinnert, die im Rahmen der Aktion T4 ermordet wurden. Für sie wurden bislang keine Stolpersteine errichtet.

## Verlegte Stolpersteine
| Adresse                               | Verlege- datum | Person, Inschrift | Bild | Anmerkung |
| ------------------------------------- | --- | --- | --- | --------- |
| Am Angel 11, Treysa (Lage)            | Feb. 2004 | Hier wohnte Auguste Schwalm Jg. 1892 verschollen                                                                                   | der Stolperstein für Auguste Schwalm vor dem Haus Am Angel 11 in Treysa |           |
| Am Angel 11, Treysa (Lage)            | Feb. 2004 | Hier wohnte Jenny Schwalm Jg. 1890 deportiert tot in Riga                                                                          | der Stolperstein für Jenny Schwalm vor dem Haus Am Angel 11 in Treysa |           |
| Am Angel 11, Treysa (Lage)            | Feb. 2004 | Hier wohnte Milling Schwalm Jg. 1898 deportiert ermordet 02.08.1942 in Majdanek                                                    | der Stolperstein für Milling Schwalm vor dem Haus Am Angel 11 in Treysa |           |
| Bahnhofstraße 33, Treysa (Lage)       | Feb. 2004 | Hier wohnte Abraham Höxter Jg. 1862 deportiert ermordet 24.06.1943 in Theresienstadt                                               | der Stolperstein für Abraham Höxter vor dem Haus Bahnhofstraße 33 in Treysa |           |
| Bahnhofstraße 33, Treysa (Lage)       | Feb. 2004 | Hier wohnte Grete Höxter geb. Lichtenstein Jg. 1883 deportiert ermordet 23.04.1944 in Theresienstadt                               | der Stolperstein für Margarete Höxter vor dem Haus Bahnhofstraße 33 in Treysa |           |
| Bahnhofstraße 33, Treysa (Lage)       | Feb. 2004 | Hier wohnte Dr. Werner Höxter Jg. 1907 1935 emigriert nach Palästina Tod 30.08.1975 in Ascona                                      | der Stolperstein für Werner Höxter vor dem Haus Bahnhofstraße 33 in Treysa |           |
| Bahnhofstraße, Treysa (Lage)          | Feb. 2004 | Hier wohnte Salomon Katzenstein Jg. 1885 deportiert ermordet 08.10.1942 in Theresienstadt                                          | der Stolperstein für Salomon Katzenstein vor dem Haus Bahnhofstraße 38 in Treysa |           |
| Braugasse 3, Treysa (Lage)            | 4. Mai 2019 | Hier wohnte Sally Mathias Jg. 1859 gedemütigt/entrechtet tot 1938                                                                  | Bild gesucht Die Wikipedia wünscht sich an dieser Stelle ein Bild vom Ort mit diesen Koordinaten 50.913304 9.186592 . Motiv: Braugasse 3: die Stolpersteine für die Familie Mathias, die Lage und das Haus Falls du dabei helfen möchtest, erklärt die Anleitung , wie das geht. BW | [ 5 ]     |
| Braugasse 3, Treysa (Lage)            | 4. Mai 2019 | Hier wohnte Julie Mathias Jg. 1856 gedemütigt/entrechtet Flucht 1939 USA                                                           | Bild gesucht Die Wikipedia wünscht sich an dieser Stelle ein Bild vom hier behandelten Ort. Falls du dabei helfen möchtest, erklärt die Anleitung , wie das geht. BW |           |
| Braugasse 3, Treysa (Lage)            | 4. Mai 2019 | Hier wohnte Simon Mathias Jg. 1895 deportiert 1942 Theresienstadt 1944 Auschwitz ermordet                                          | Bild gesucht Die Wikipedia wünscht sich an dieser Stelle ein Bild vom hier behandelten Ort. Falls du dabei helfen möchtest, erklärt die Anleitung , wie das geht. BW |           |
| Braugasse 3, Treysa (Lage)            | 4. Mai 2019 | Hier wohnte Johanna Mathias Jg. 1895 deportiert 1942 Theresienstadt 1944 Auschwitz ermordet                                        | Bild gesucht Die Wikipedia wünscht sich an dieser Stelle ein Bild vom hier behandelten Ort. Falls du dabei helfen möchtest, erklärt die Anleitung , wie das geht. BW |           |
| Braugasse 3, Treysa (Lage)            | 4. Mai 2019 | Hier wohnte Doris Henriette Mathias …                                                                                              | Bild gesucht Die Wikipedia wünscht sich an dieser Stelle ein Bild vom hier behandelten Ort. Falls du dabei helfen möchtest, erklärt die Anleitung , wie das geht. BW |           |
| Kasseler Straße 23, Ziegenhain (Lage) | | Hier wohnte Karl Kaufmann Jg. 1874 Flucht 1939 Holland interniert Westerbork deportiert 1943 Sobibor ermordet 23.7.1943            | | [ 6 ]     |
| Kasseler Straße 23, Ziegenhain (Lage) | Hier wohnte Martha Kaufmann geb. Wachtel Jg. 1885 Flucht 1939 Holland interniert Westerbork deportiert 1943 Sobibor ermordet 23.7.1943    | | |           |
| Kasseler Straße 23, Ziegenhain (Lage) | Hier wohnte Kurt Kaufmann Jg. 1908 Flucht Holland interniert Westerbork deportiert 1944 Auschwitz ermordet 25.4.1945 Mauthausen           | | |           |
| Kasseler Straße 23, Ziegenhain (Lage) | Hier wohnte Grete Kaufmann Jg. 1914 Flucht 1933 Holland interniert Westerbork deportiert 1943 Auschwitz 1944 Bergen-Belsen befreit        | | |           |
| Kasseler Straße 23, Ziegenhain (Lage) | Hier wohnte Ursula Kaufmann verh. Schloss Jg. 1919 Flucht 1939 Holland interniert Westerbork deportiert 1942 Auschwitz ermordet 30.9.1942 | | |           |
| Kasseler Straße 23, Ziegenhain (Lage) | Hier wohnte Lotte Rosenthal geb. Kaufmann verh. Kaufmann Jg. 1910 Flucht 1936 Palästina                                                   | | |           |
| Kasseler Straße 23, Ziegenhain (Lage) | Hier wohnte Ruth Kaufmann verh. van Os Jg. 1911 Flucht 1937 Holland versteckt überlebt                                                    | | |           |
| Kasseler Straße 23, Ziegenhain (Lage) | Hier wohnte Julius Rosenthal Jg. 1902 Flucht 1936 Palästina                                                                               | | |           |
| Kasseler Straße 28, Ziegenhain (Lage) | Feb. 2004 | Hier wohnte Frau Heilmann Schicksal unbekannt                                                                                      | der Stolperstein für Frau Heilmann vor dem Haus Kasseler Straße 28 in Ziegenhain |           |
| Kasseler Straße 28, Ziegenhain (Lage) | Feb. 2004 | Hier wohnte Herr Heilmann Schicksal unbekannt                                                                                      | der Stolperstein für Herrn Heilmann vor dem Haus Kasseler Straße 28 in Ziegenhain |           |
| Kirchplatz, Treysa (Lage)             | Feb. 2004 | Hier wohnte Clothilde Moses geb. Höxter Jg. 1886 verschollen                                                                       | der Stolperstein für Clothilde Moses vor dem Haus Kirchplatz 8 in Treysa |           |
| Kirchplatz, Treysa (Lage)             | Feb. 2004 | Hier wohnte Ernst Moses vertrieben Schicksal unbekannt                                                                             | der Stolperstein für Ernst Moses vor dem Haus Kirchplatz 8 in Treysa |           |
| Kirchplatz, Treysa (Lage)             | Feb. 2004 | Hier wohnte Moritz Moses erschlagen 26.03.1935                                                                                     | der Stolperstein für Moritz Moses vor dem Haus Kirchplatz 8 in Treysa |           |
| Steingasse 1, Treysa (Lage)           | 9. Nov. 2019 | Hier wohnte Josef Weinberg Jg. 1877 Flucht 1934 Holland interniert Westerbork deportiert 1943 Auschwitz ermordet 26.1.1943         | | [ 6 ]     |
| Steingasse 1, Treysa (Lage)           | 9. Nov. 2019 | Hier wohnte Berta Weinberg geb. Levi Jg. 1876 Flucht Holland interniert Westerbork deportiert 1943 Auschwitz ermordet 26.1.1943    | |           |
| Steingasse 1, Treysa (Lage)           | 9. Nov. 2019 | Hier wohnte Bruno Weinberg Jg. 1908 Flucht Holland interniert Westerbork deportiert 1944 Bergen-Belsen ermordet 15.1.1945          | |           |
| Steingasse 17, Treysa (Lage)          | 10. Nov. 2020 | Hier wohnte Theodor Schön Jg. 1893 verhaftet 11.8.1941 Lager Breitenau 1941 Sachsenhausen ermordet 10.4.1942                       | |           |
| Steingasse 17, Treysa (Lage)          | 10. Nov. 2020 | Hier wohnte Karoline Schön geb. Freudenthal Jg. 1899 gedemütigt/entrechtet tot 22.1.1939                                           | |           |
| Steingasse 17, Treysa (Lage)          | 10. Nov. 2020 | Hier wohnte Hannelore Schön Jg. 1928 Flucht 1939 mit Hilfe Holland interniert Westerbork deportiert 1943 Sobibor ermordet 5.3.1943 | |           |
| Wagnergasse 5, Treysa (Lage)          | 7. Nov. 2019 | Hier wohnte Menko Stern Jg. 1872 deportiert 1942 Theresienstadt ermordet in Treblinka                                              | | [ 6 ]     |
| Wagnergasse 5, Treysa (Lage)          | 7. Nov. 2019 | Hier wohnte Auguste Stern geb. Blumenfeld Jg. 1873 deportiert 1942 Theresienstadt ermordet in Treblinka                            | |           |
| Wagnergasse 5, Treysa (Lage)          | 7. Nov. 2019 | Hier wohnte Jakob Stern deportiert 1942 Sobibor ermordet 3.6.1942                                                                  | |           |
| Wagnergasse 5, Treysa (Lage)          | 7. Nov. 2019 | Hier wohnte Nanni Stern geb. Blumenfeld Jg. 1878 deportiert 1942 Sobibor ermordet 3.6.1942                                         | |           |
| Wagnergasse 5, Treysa (Lage)          | 7. Nov. 2019 | Hier wohnte Arthur Stern Jg. 1914 deportiert 1942 Sobibor ermordet 27.9.1942 Majdanek                                              | |           |
| Wagnergasse 6, Treysa (Lage)          | Feb. 2004 | Hier wohnte Hermann Schwalm Jg. 1880 Flucht 1939 Tot 27.10.1947                                                                    | der Stolperstein für Hermann Schwalm vor dem Haus Wagnergasse 4–6 in Treysa |           |
| Wagnergasse 6, Treysa (Lage)          | Feb. 2004 | Hier wohnte Lotte Schwalm Jg. 1916 Flucht 1939 Tot 06.01.1980                                                                      | der Stolperstein für Lotte Schwalm vor dem Haus Wagnergasse 4–6 in Treysa |           |
| Wagnergasse 6, Treysa (Lage)          | Feb. 2004 | Hier wohnte Rosa Schwalm geborene Mansbach Jg. 1887 Flucht 1939 Tot 29.01.1945                                                     | der Stolperstein für Rosa Schwalm vor dem Haus Wagnergasse 4–6 in Treysa |           |
| Wagnergasse 22, Treysa (Lage)         | Feb. 2004 | Hier wohnte Abraham Katzenstein Jg. 1884 deportiert nach Theresienstadt                                                            | der Stolperstein für Abraham Katzenstein vor dem Haus Wagnergasse 22 in Treysa |           |
| Wagnergasse 22, Treysa (Lage)         | Feb. 2004 | Hier wohnte Sophie Katzenstein geborene Rothschild Jg. 1900 deportiert                                                             | der Stolperstein für Sophie Katzenstein vor dem Haus Wagnergasse 22 in Treysa |           |
| Wagnergasse 22, Treysa (Lage)         | 4. Mai 2019 | Hier wohnte Juda Spier Jg. 1860 gedemütigt/entrechtet tot 1941                                                                     | | [ 5 ]     |
| Wagnergasse 22, Treysa (Lage)         | 4. Mai 2019 | Hier wohnte Jeanette Spier geb. Rothschild Jg. 1856 deportiert 1942 Theresienstadt ermordet 16.12.1942                             | |           |
| Wagnergasse 22, Treysa (Lage)         | 4. Mai 2019 | Hier wohnte Willi Spier Jg. 1891 deportiert 1942 Sobibor ermordet 3.6.1942                                                         | |           |
| Wagnergasse 22, Treysa (Lage)         | 4. Mai 2019 | Hier wohnte Rosel Spier geb. Seelig Jg. 1903 deportiert 1942 Sobibor ermordet 3.6.1942                                             | |           |
| Wagnergasse 22, Treysa (Lage)         | 4. Mai 2019 | Hier wohnte Hans Joachim 'Jack' Spier Jg. 1928 Kindertransport 1939 England                                                        | |           |
| Wiederholdstraße 11 (Lage)            | 7. Nov. 2019 | Hier wohnte Paula Rothschild Jg. 1879 deportiert 1941 Kowno Fort IX ermordet 25.11.1941                                            | | [ 6 ]     |
| Wiederholdstraße 11 (Lage)            | 7. Nov. 2019 | Hier wohnte Karoline Rothschild Jg. 1885 deportiert 1941 Kowno Fort IX ermordet 25.11.1941                                         | |           |
| Wiegelsweg, Treysa (Lage)             | Feb. 2004 | Hier wohnte Herta Levi Jg. 1905 deportiert 1942 Zielort unbekannt ???                                                              | der Stolperstein für Levi Levi vor dem Haus Wiegelsweg 2 in der Friedrich-Ebert-Straße in Treysa |           |
| Wiegelsweg, Treysa (Lage)             | Feb. 2004 | Hier wohnte Johanna Levi Jg. 1875 vertrieben Schicksal unbekannt                                                                   | der Stolperstein für Johanna Levi vor dem Haus Wiegelsweg 2 in der Friedrich-Ebert-Straße in Treysa |           |
| Wiegelsweg, Treysa (Lage)             | Feb. 2004 | Hier wohnte Levi Levi Jg. 1869 deportiert ermordet 08.12.1943 in Theresienstadt                                                    | der Stolperstein für Levi Levi vor dem Haus Wiegelsweg 2 in der Friedrich-Ebert-Straße in Treysa |           |

Die Tabelle der Steine ist aus OSM-Daten (© OpenStreetMap-Mitwirkende) erzeugt worden.